# Havelländische Kultur
Havelländische Kultur (EHK – auch Elb-Havel-Kultur oder Molkenberger Kultur genannt) ist die Bezeichnung einer spätneolithischen Regionalgruppe mit Schwerpunkt im brandenburgischen Havelland (etwa 3200 bis 2800 v. Chr.) und der Uckermark mit engen Kontakten zur Walternienburg-Bernburger Kultur und besonders in Dekor und Technik der Keramik, der Kugelamphoren-Kultur (KAK).

## Materielle Hinterlassenschaften

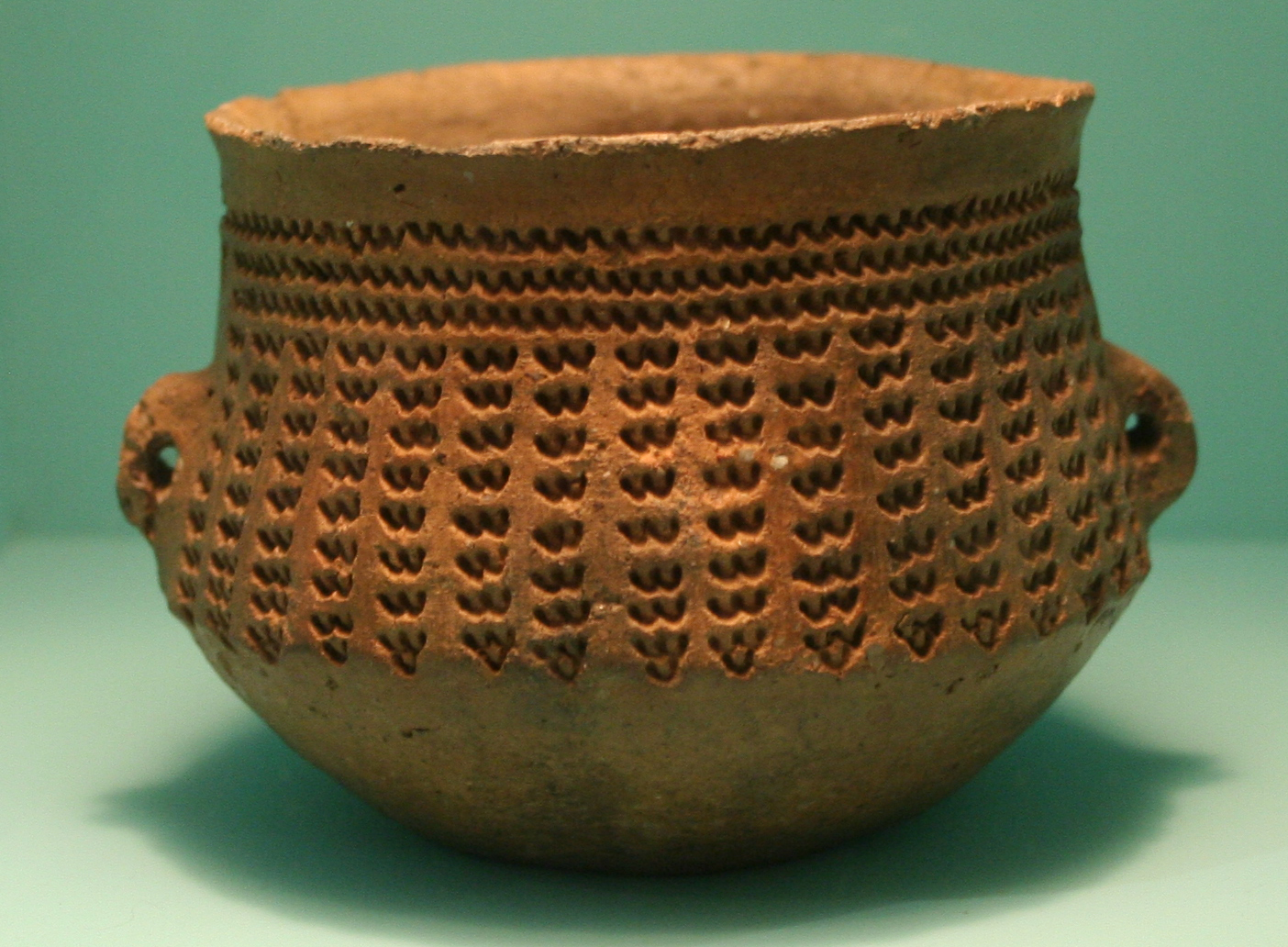
Hängegefäß der Havelländischen Kultur aus Beetzseeheide OT Butzow, Brandenburg; Museum für Vor- und Frühgeschichte, Berlin

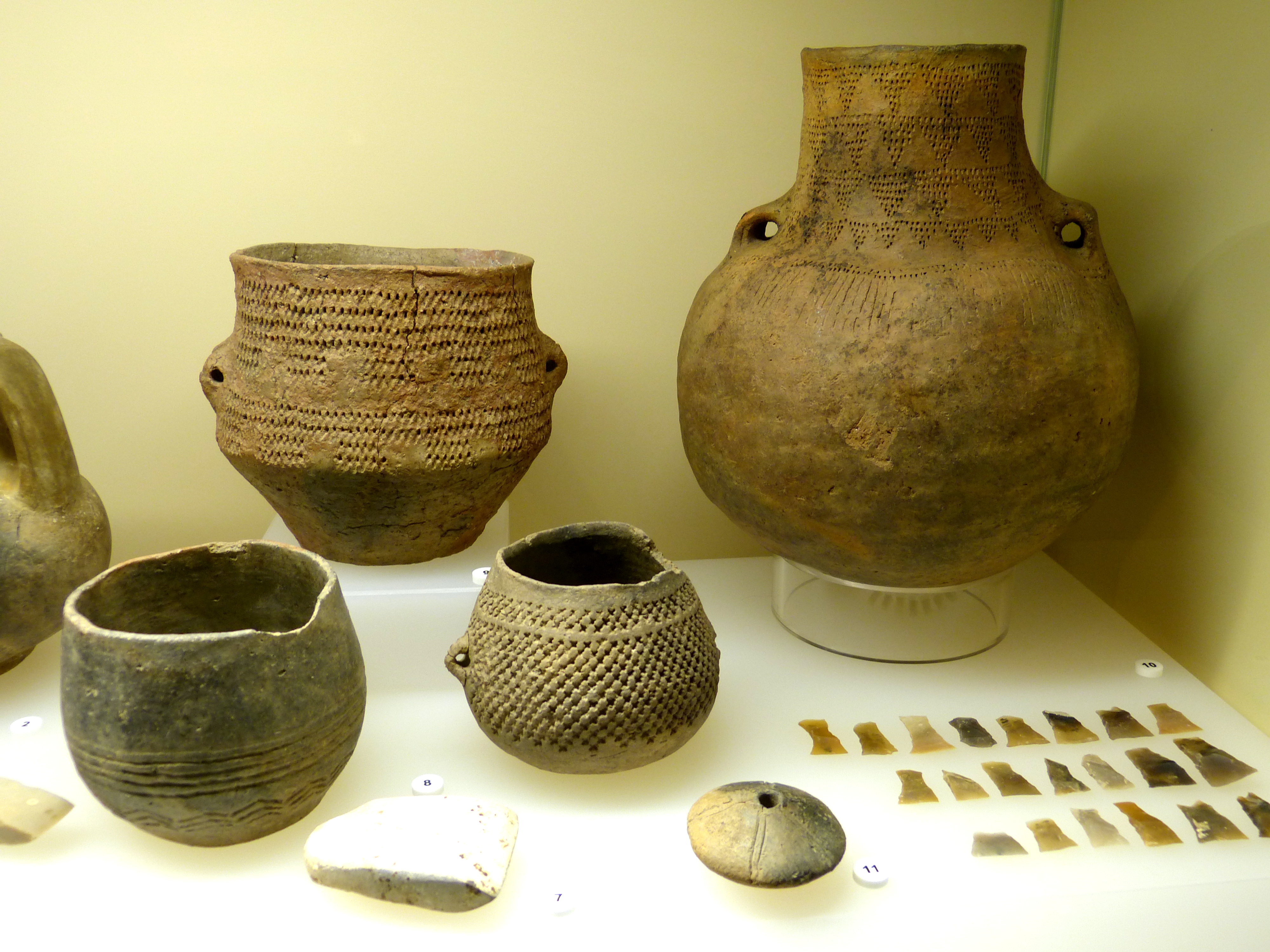
Keramik und weitere Artefakte der Havelländischen Kultur; Archäologisches Landesmuseum Brandenburg, Brandenburg an der Havel

Kennzeichnend für diese Kultur sind Henkeltassen, Töpfe (auch Hängegefäße genannt), Kannen und Amphoren sowie eingliedrige, meist unverzierte, Schalen. Die Gefäße sind entweder drei- oder zweigliedrig. Vereinzelt kommen konische Becher mit oder ohne Handhaben, Tonnengefäße und Zwillingsgefäße vor. Typisches Kennzeichen sind die teppichartigen, tiefen Stempel- und Stichverzierungen auf den Keramikgefäßen, die von der Gefäßmündung bis zum Gefäßbauch reichen. Der Kulturname entwickelte sich aus der von Alfred Götze 1911 herausgestellten Havelländischen Keramik. Felsgesteingeräte treten nur selten auf. Häufiger kommen Flintgeräte vor. Neben Beilen mit spitzovalem Querschnitt treten zahlreiche querschneidige Flintpfeilspitzen auf. Schmuck ist in Form von Tierzahnketten, Bernsteinperlen und doppelaxt- und kebenförmigen Knochenperlen, als Imitation von Bernsteinperlen, belegt.

## Bestattungssitten
Die Toten wurden in gestreckten Körpergräbern (Fundplatz Dreetz bei Kyritz und Tangermünde) bestattet. Als Beigaben finden sich häufig ein oder zwei Gefäße, meist Tassen, im Bereich des Kopfes sowie Waffen, Arbeitsgeräte und Schmuck.
In Buchow-Karpzow bei Nauen gelang der Nachweis einer Totenhütte mit mindestens 22 Skeletten und einem davor befindlichen Opferplatz mit den Resten von 20 bis 22 Rindern und menschlichen Überresten eines Kindes.

## Wirtschaftliche Grundlage
Diese Kultur basierte auf Ackerbau und Viehzucht. Indirekt nachgewiesen sind der Anbau von Emmer und Gerste. An Tieren wurden Rinder, Schafe, Schweine und Hunde, vielleicht auch Pferde gehalten. Reste von Häusern fanden sich bisher nicht. Der Anteil an Jagd und Fischfang ist größer als in anderen neolithischen Kulturen.